# Novosedly (Boemia meridionale)
Novosedly è un comune della Repubblica Ceca facente parte del distretto di Strakonice, in Boemia Meridionale.